# Pfarrkirche Andorf

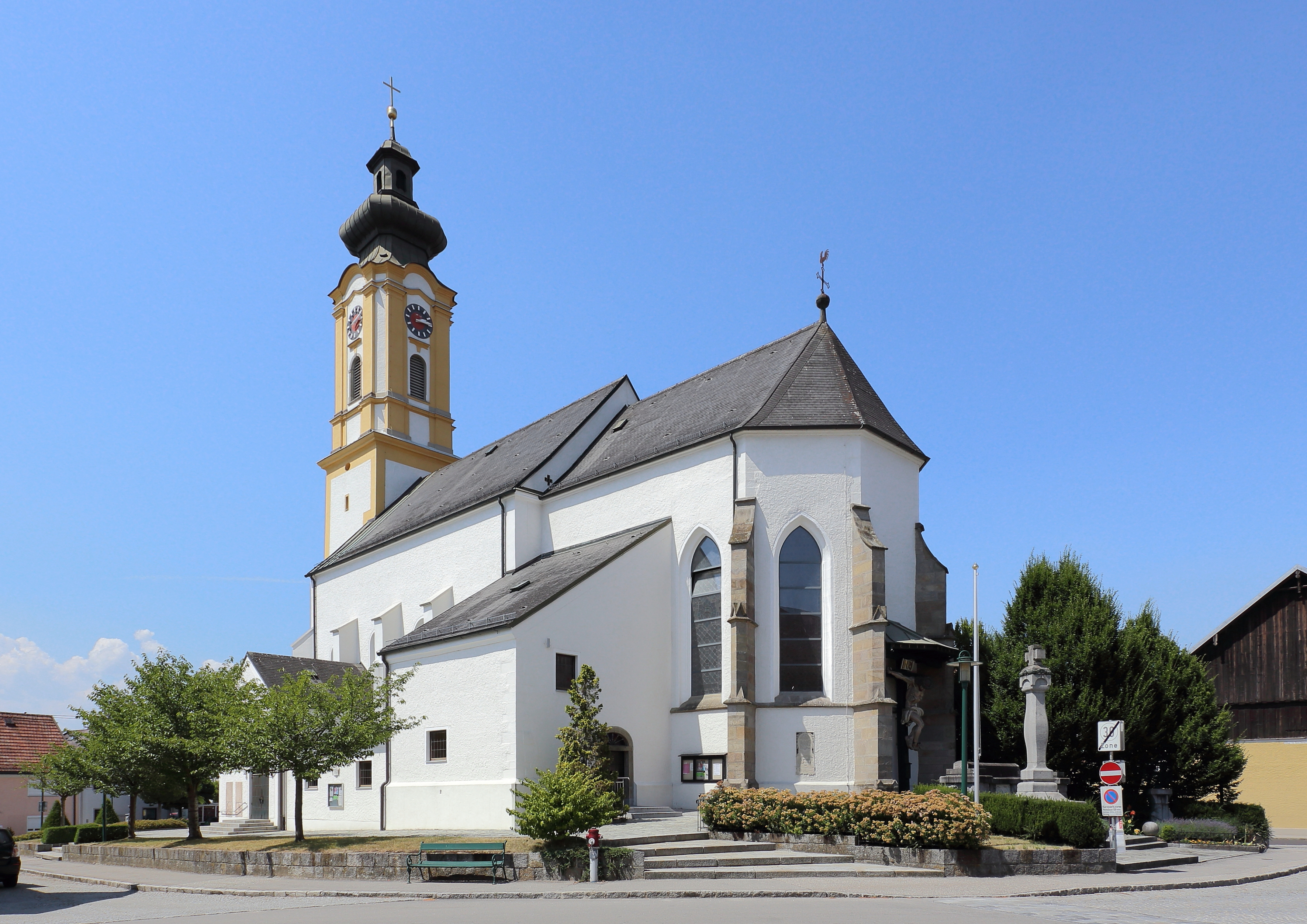
Kath. Pfarrkirche hl. Stephan in Andorf

Die römisch-katholische Pfarrkirche Andorf steht im Ort Andorf in der Marktgemeinde Andorf im Bezirk Schärding in Oberösterreich. Die dem heiligen Stephanus geweihte Kirche gehört zum Dekanat Andorf in der Diözese Linz. Die Kirche steht unter Denkmalschutz.

## Geschichte
Eine Kirche wurde um 1120 urkundlich genannt. Mit 1360 eine Pfarrei vom Domkapitel des Bistums Passau. Der gotische Chor zeigt die Jahresangabe 1527. Das barocke Langhaus wurde von 1760 bis 1762 mit dem Schärdinger Baumeister Georg Türk erbaut.

## Architektur

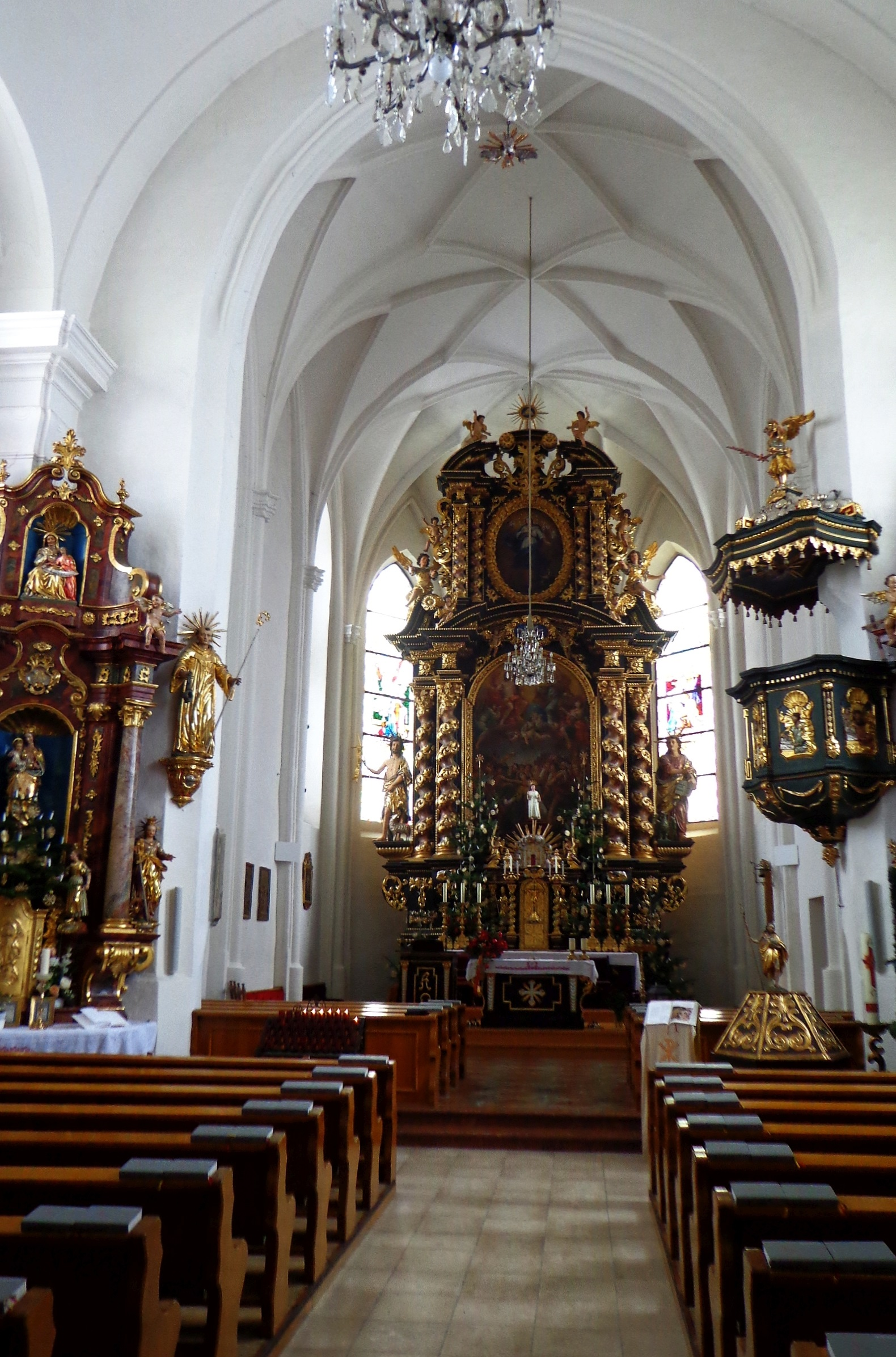
Im Langhaus zum Chor

Der gotische leicht eingezogene zweijochige Chor mit einem Netzrippengewölbe schließt mit einem Fünfachtelschluss. Das barocke einschiffige vierjochige Langhaus ist mit Ringtonnen auf Gurten und Doppelpilastern überwölbt. Die zweigeschoßige Westempore besitzt vorgezogene Seitenemporen. Der Westturm ist im Unterbau gotisch, die heutige Glockenstube entstand 1745/1746 und wurde 1818/1819 verändert, und trägt einen Zwiebelhelm mit Laterne. Das ehemalige Sakristeiportal ist gotisch. Das gotische Südportal hat eine Tür mit gotischen Beschlägen. Die Vorhalle der Kirche ist platzlgewölbt und beinhaltet zwei bunte vielfigurige Tonreliefs aus der zweiten Hälfte des 16. Jahrhunderts, einerseits mit der Darstellung Kreuzigung und andererseits Kreuzabnahme.

## Ausstattung
Der mächtige barocke Hochaltar von guter Qualität entstand um 1690. Das Hochaltarbild Steinigung des hl. Stephanus hat Anton Hitzenthaler der Jüngere (1825) gemalt. Die Seitenaltäre sind aus dem dritten Viertel des 18. Jahrhunderts und tragen Figuren aus der Mitte des 17. Jahrhunderts. Hochaltar und Seitenaltäre wurden 1853/1854 und 1938 restauriert.
Die Orgel aus der Mitte des 18. Jahrhunderts wurde aus der Minoritenkirche (Linz) dorthin transloziert und verändert.
Es gibt Wappengrabsteine aus dem 15. bis zum 18. Jahrhundert.